# Rosemary Neering
Rosemary Neering (* 23. Dezember 1945 in Croydon, Surrey, England) ist eine in England geborene kanadische Schriftstellerin und Journalistin, die vor allen Dingen Sachliteratur veröffentlicht hat und mit dem Hubert Evans Non-Fiction Prize (1992) und dem Vancouver City Book Award (2001) zwei renommierte Literaturpreise gewinnen konnte.

## Leben
Rosemary Neering wurde 1945 in Croydon, Surrey, England, geboren und kam bereits im Alter von zwei Jahren am 1. Juli 1947 mit ihren Eltern nach Kanada. Nach ihrer Schulausbildung arbeitete sie zunächst in den 1960er Jahren als Reporterin für verschiedene Tageszeitungen und Periodika wie beispielsweise British Columbia Magazine, Canada’s History Magazine und Western Living,  wodurch sie im September 1965 nach British Columbia zog. Von 1975 bis 1979 fungierte sie als Redakteurin bei dem Magazin Beautiful British Columbia. Kurz zuvor hatte sie 1973 ihr erstes Buch veröffentlicht. Seitdem hat sie rund vierzig Titel zu historischen, biographischen und sozialen Themen, historische Wanderführer, sowie zahlreiche Sach- und Schulbücher zu geographischen und historischen Themen für Kinder und Jugendliche veröffentlicht. Insbesondere die letztgenannten Titel wurden zum überwiegenden Teil ins Französische übersetzt.
Seit 1981 arbeitet sie nahezu ausschließlich als freie Autorin. Von 1991 bis 1992 stand sie als Präsidentin der Periodical Writers Association of Canada vor und war von 1999 bis 2001 Vorstandsmitglied im Verband von CanCopy (Access Copyright).
Nachdem sie in der Vergangenheit in der Regel Biographien über couragierte und unkonventionelle Frauen (Emily Carr. 1977), Politiker wie William Andrew Cecil Bennett (1981) oder Entdecker, wie dem Forschungsreisenden Alexander Mackenzie, dem Kartographen David Thompson, dem Unternehmer Simon Fraser, George Vancouver und James Cook (In the Path of the Explorers: Tracing the Expeditions of Vancouver, Cook, Mackenzie, Fraser and Thompson. 1992) geschrieben hatte, wandte sie sich zusammen mit Marilyn McCrimmon in Facing Changes, Finding Freedom: Canadian Women at Midlife (1996) vorausschauend der sozialen Problematik geschiedener oder verwitweter Ehefrauen im mittleren Alter auf dem Arbeitsmarkt zu. In ihrem Werk, The Canadian Housewife: An Affecionate History (2005), schenkte sie dem bisher vernachlässigten Untersuchungsfeld der historischen und sozialen Bedeutung der kanadischen Hausfrau mehr Aufmerksamkeit. Mit der preisgekrönten Sammlung von kanadischen Pionierfrauen bis 1900, Wild West Women: Travellers, Adventurers and Rebels (2001), rundete sie diese Reihe frauenspezifischer Themen ab. In ihrem letzten Buch, The Pig War. The last Canada-US border conflict (2011) beschrieb sie den letzten US-kanadischen Grenzkonflikt, als am 15. Mai 1859 ein amerikanischer Siedler auf San Juan Island ein Schwein erschoss, das der Hudson’s Bay Company gehörte.
An der Abteilung für Kreatives Schreiben an der University of Victoria absolvierte sie 1991/92 ein Jahr als Gastdozentin.
1989 stand sie mit Continental Dash: The Russian-American Telegraph auf der Shortlist des Bill Duthie Booksellers’ Choice Award. Mit Down the Road vermochte sie 1992 den Hubert Evans Non-Fiction Prize für sich zu entscheiden. Mit Wild West Woman war sie 2001 sowohl beim Hubert Evans Fiction Prize als auch beim ebenfalls zu den BC Book Prizes gehörenden Bill Duthie B.C. Booksellers’ Choice Award nominiert, konnte aber zumindest beim VanCity Book Award die Konkurrenz für sich entscheiden.
Rosemary Neering lebt zusammen mit ihrem Ehemann Joe Thompson und ihrer Katze in Victoria.

## Werk
- Daniel R. Birch, Rosemary Neering: Life in early North America. Fitzhenry and Whiteside, Don Mills, Ontario 1973.
- Daniel R. Birch, Rosemary Neering, Arlene Birch: Growth of a nation: teacher’s manual to accompany Growth of a nation discussion picture cards. Fitzhenry and Whiteside, Toronto 1974, ISBN 0-88902-157-0.
- Gold rush. Fitzhenry and Whiteside, Toronto 1974, ISBN 0-88902-175-9. (Textbuch für den Grundschulunterricht)
- Fur trade. Fitzhenry and Whiteside, Toronto 1974, ISBN 0-88902-179-1. (Textbuch für den Grundschulunterricht)
- Building of the railway. Fitzhenry and Whiteside, Toronto 1974, ISBN 0-88902-177-5.
- North-West Mounted Police. Fitzhenry and Whiteside, Toronto 1974, ISBN 0-88902-176-7.
- Rosemary Neering, Daniel R. Birch: Settlement of the West. Fitzhenry and Whiteside, Toronto 1974, ISBN 0-88902-178-3.
- Emily Carr. The Canadians series (Fitzhenry and Whiteside): W.A.C., Don Mills, Ontario 1975, ISBN 0-88902-207-0.
- Life in Acadia. Fitzhenry and Whiteside, Toronto 1976, ISBN 0-88902-180-5.
- Rosemary Neering, Stan Garrod: Life of the loyalists. Fitzhenry and Whiteside, Toronto 1975, ISBN 0-88902-182-1. (Kinder- und Jugendbuch)
- Rosemary Neering, Stan Garrod: Life in New France. Fitzhenry and Whiteside, Toronto 1976, ISBN 0-88902-181-3. (Kinder- und Jugendbuch)
- Louis Riel. The Canadians series (Fitzhenry and Whiteside): W.A.C., Don Mills, Ontario 1977, ISBN 0-88902-214-3.
- In the pioneer home. Fitzhenry & Whiteside, Toronto 1978, ISBN 0-88902-187-2.
- Stan Garrod, Fred McFadden, Rosemary Neering: Canada: growth of a nation. Fitzhenry & Whiteside, Toronto 1980, ISBN 0-88902-199-6. (Geschichtsbuch für Jugendliche)
- W.A.C. Bennett. The Canadians series (Fitzhenry and Whiteside): W.A.C., Don Mills, Ontario 1981, ISBN 0-88902-682-3.
- Rosemary Neering, Margaret MacDonald: Cariboo trails. Fitzhenry & Whiteside, Toronto 1983, ISBN 0-88902-614-9. (Textbuch für Grundschulen)
- Rosemary Neering, Margaret MacDonald: Prairie horizons. Fitzhenry & Whiteside, Toronto 1983, ISBN 0-88902-613-0. (Textbuch für Grundschulen)
- Winners and losers, gamblers all: memories of British Columbia. Oxford University Press, Toronto 1984, ISBN 0-19-540465-3.
- The Glendale Lodge Society, 1970–1982 : a history of the society and of the institutions under its stewardship. Glendale Lodge Society, Victoria BC 1984.
- Capital tale. Fitzhenry & Whiteside, Toronto 1984, ISBN 0-88902-610-6. (Unterrichtsbuch für die Grundschule)
- Rosemary Neering, Margaret MacDonald, Murray Lamb: Montreal adventure. Fitzhenry & Whiteside, Toronto 1984, ISBN 0-88902-612-2.
- The depression. Fitzhenry & Whiteside, Toronto 1984, ISBN 0-88902-189-9.
- The San Juan Islands. (Fotos: Michael Breuer) Skyline Press, Toronto 1985, ISBN 0-19-540628-1. (Bildband)
- Government. Fitzhenry & Whiteside, Toronto 1985, ISBN 0-88902-194-5. (Schulbuch)
- Energy, Fitzhenry & Whiteside, Markham, Ontario 1985, ISBN 0-88902-195-3. (Schulbuch)
- Rosemary Neering, Saeko Usukawa, Wilma Wood: Exploring our world: other people, other lands. Douglas & McIntyre (Educational), Vancouver 1986, ISBN 0-88894-873-5.
- Rosemary Neering, Peter Grant: Other places, other times. Gage Educational Pub. Co., Toronto 1986, ISBN 0-7715-8163-7.
- Historic Alberta. (Fotos: Michael Breuer). Oxford University Press, Toronto 1986, ISBN 0-19-540563-3.
- Rosemary Neering, Saeko Usukawa, Robert V Kubicek: Exploring world cultures. Douglas & McIntyre (Educational), Vancouver 1988, ISBN 0-920841-21-X. (Unterrichtsbuch für die Unter- und Mittelstufe)
- The story of the University of Victoria and its origin in Victoria College. University of Victoria, Victoria BC 1988, ISBN 0-920313-82-5.
- Desmond Morton, Rosemary Neering: Towards tomorrow: Canada in a changing world: history. Harcourt Brace Jovanovich, Toronto 1988, ISBN 0-7747-1281-3. (Schulbuch für High Schools)
- Continental Dash: The Russian-American Telegraph. Horsdal and Schubart Publishers, Ganges BC 1989, ISBN 0-920663-07-9.[8]
- The Coast of British Columbia. Whitecap Books, Vancouver BC 1989. (zusammen mit Bob Herger, Fotografie) ISBN 0-88240-370-2.
- Pioneers. Fitzhenry & Whiteside, Markham, Ontario 1990, ISBN 0-88902-369-7. (Jugendbuch)
- Down the Road: Journeys through Small-Town British Columbia. Whitecap Books, Vancouver BC 1991, ISBN 1-895099-94-3.
- In the Path of the Explorers: Tracing the Expeditions of Vancouver, Cook, Mackenzie, Fraser and Thompson. Whitecap Books, Vancouver BC 1992. (Zusammen mit Steve Short) ISBN 1-55110-018-5.
- A Traveller’s Guide to Historic British Columbia. Whitecap Books, Vancouver BC 1993. (2. Aufl. 2002, ISBN 1-55285-332-2).
- Beautiful British Columbia Victoria. Whitecap Books, Vancouver BC 1994, ISBN 0-920431-22-4.
- British Columbia. Whitecap Books, Vancouver BC 1994, ISBN 1-55110-165-3.
- The Vancouver walking guides: East Side. Whitecap Books, Vancouver BC 1994, ISBN 1-55110-143-2.
- The Vancouver walking Guides: West End. Whitecap Books, Vancouver BC 1994, ISBN 1-55110-142-4.
- The Vancouver walking guides: the waterfront. Whitecap Books, Vancouver BC 1994, ISBN 1-55110-144-0.
- The Victoria walking guide: Old town, Chinatown, the waterfront, James Bay. Whitecap Books, Vancouver BC 1994, ISBN 1-55110-171-8.
- Vancouver to Victoria: souvenir guide. Whitecap Books, Vancouver BC 1995, ISBN 0-920431-27-5.
- Faces of British Columbia: Looking at the Past 1860-1960. Whitecap Books, Vancouver BC 1995. (zusammen mit Joe Thompson) ISBN 1-55110-377-X.
- Backroading Vancouver Island. Whitecap Books, Vancouver BC 1996, ISBN 1-55110-401-6.
- Facing Changes, Finding Freedom: Canadian Women at Midlife. Whitecap Books, Vancouver BC 1996 (Co-Autorin zusammen mit Marilyn McCrimmon) ISBN 0-88902-180-5.
- Rosemary Neering, Bruce Obee: Over Canada: An Aerial Adventure. Over Canada, Productions / Beautiful British Columbia, 1999 (Fotos: Russ Heinl) ISBN 0-920431-87-9.
- Vancouver Island from the air. (Fotos: Russ Heinl) Whitecap Books, Vancouver/New York 1999, ISBN 1-55110-957-3.
- Wild West Women: Travellers, Adventurers and Rebels. Whitecap Books, Vancouver BC 2000, ISBN 1-55285-013-7.
- The New Victoria Walking Guide. Whitecap Books, Vancouver BC 2001, ISBN 1-55285-184-2.
- Eating Up Vancouver Island. Whitecap Books, Vancouver BC 2003, ISBN 1-55285-453-1.
- The Canadian Housewife: An Affecionate History. Whitecap, Vancouver BC 2005, ISBN 1-55285-717-4.
- Opening the west. Nelson, Toronto 2006, ISBN 978-0-17-633656-1. (Jugendbuch)
- Government House: The Ceremonial Home of All British Columbians. Fotografien: Tony Owen, Sono Nis 2007, ISBN 978-1-55039-159-6.
- British Columbia bizarre. Stories, whimsies, facts and a few outright lies from Canada’s wacky West Coast. TouchWood Editions, Victoria BC 2011, ISBN 978-1-926741-25-3.
- Smugglers of the West. Heritage House, Surrey BC 2011, ISBN 978-1-926936-91-8.
- The Pig War. The last Canada-US border conflict. Heritage House, Surrey BC 2011, ISBN 978-1-926936-01-7

Hörbücher
- Wild West women. Sprecherin: Barbara Karmazyn, Library Services Branch, Province of British Columbia, 6 Audiocassetten, 455 min, 2002.

## Auszeichnungen und Nominierungen
- 1989: Shortlist: Bill Duthie B.C. Booksellers’ Choice Award für Continental Dash: The Russian-American Telegraph
- 1992: Hubert Evans Non-Fiction Prize für Down the Road: Journeys through Small-Town British Columbia
- 2001: Shortlist: Bill Duthie Booksellers’ Choice Award für Wild West Women: Travellers, Adventurers and Rebels
- 2001: Shortlist: Hubert Evans Non-Fiction Prize für Wild West Women: Travellers, Adventurers and Rebels
- 2001: Vancouver City Book Award für Wild West Women: Travellers, Adventurers and Rebels